# Pomo central

Zona on es parlava pomo

El pomo central és una llengua pomo del Nord de Califòrnia. Actualment, és una llengua amenaçada, amb menys de deu parlants. Segons una estimació feta per l'antropòleg nord-americà Alfred L. Kroeber els parlants de totes les llengües pomo anteriors al contacte eren 8.000 en total.
«Tradicionalment, la llengua pomo central es parlava del riu Russian al sud-oest del llac Clear a la costa del Pacífic. Va haver assentaments al llarg del riu Russian (al sud de la Vall d'Ukiah, a la vall Hopland, i més al sud, prop de la línia del Comtat de Sonoma), a la regió costanera (al Manchester, Point Arena, i en la desembocadura del riu Gualala), i a la regió entre les dues (al voltant de Yorkville i la vall d'Anderson).»
Té un inventari consonant que és idèntic a la llengua relacionada pomo del sud amb les següents excepcions: 
El pomo central distingeix /k/, /kʰ/, /kʼ/ velars de /q/, /qʰ/, /qʼ/ uvulars. Li manca una africada alveolar no ejectiva (és a dir, que no té fonema /ts/), i no té la longitud, en forma de consonants d'arrel geminades, tal com es troba al pomo del sud.
Cap al 2013 s'estava posant en marxa un projecte de transcripció dels materials de pomo central recollits per John Peabody Harrington.

## Gramàtica
La llengua pomo central es basa en una estructura sistemàtica que consisteix en senyals simbòliques per referir-se a determinats objectes o idees. Dins del pomo central els pronoms consisteixen en sintagmes nominals complets. Amb aquests sintagmes nominals complets els pronoms simpàtics també s'utilitzen per transmetre certs pensaments i idees del parlant a l'oient. Els parlants són capaços de transmetre aquests pensaments i idees sense haver d'utilitzar cap dispositiu referencial. La llengua pomo segueix una estructura altament sistemàtica.
Els pronoms en pomo central també consisteixen en frases nominals lèxiques on es poden distingir de la construcció. Dins del pomo les frases nominals s'utilitzen sovint en més d'una situació. Aquestes frases nominals són capaços de tenir més ús en certs contextos, perquè llur ús depèn en gran manera del que parla i la comprensió de l'oient. Quan s'utilitza en certes formes i certs contextos activen certs senyals en què el parlant i l'oient pot entendre plegats.